# Tamás Lossonczy
Tamás Lossonczy (12 de agosto de 1904 – 3 de noviembre de 2009) fue un pintor abstracto húngaro. Es considerado por muchos críticos como una de las figuras punteras del arte moderno de Hungría del siglo XX.

## Biografía
Después de graduarse en el instituto, Lossonczy comenzó a estudiar derecho pero los abandonó para entrar en la Academia de Bellas Artes de Hungría. En la década de los 20, viajó con frecuencia en París donde conoció a los artistas más prominentes del momento. En su regreso a Hungría, estudió diseño interior en la Academia de Ciencias Aplicadas de Hungría, donde sus intereses se desplazaron temporalmente de la pintura a la arquitectura.
En 1934, Lossonczy se convirtió en miembro del Grupo de Artistas Socialistas. En 1938, se casó con Ibolya, también artista. La pareja exhibió muchas de sus obras de arte en su casa, pero estas piezas fueron destruidas cuando la casa fue bombardeada hacia el final de la Segunda Guerra Mundial. Lossonczy fue miembro de la Escuela Europea, de los Artistas de Vanguardia del Valle del Danubio y del Grupo Húngaro de Arte Concreto. De 1957 a 1968 dio clases de dibujo en una escuela industrial de Budapest. En 1970, tuvo una pequeña exposición individual en la Galería Adolf Fényes, y en 1979 se llevó a cabo una exposición de su trabajo en la Kunsthalle de Budapest.
Lossonczy es miembro fundador de la Academia Széchenyi de Artes y Letras, establecida por la Academia Húngara de Ciencias de 1992. Entre sus trabajaos más reconocidos es el mosaico de la estación de metro de Magliana en Roma, inaugurada en 1998. Otro de sus trabajos Great Storm Cleanses donde reconoce la revolución húngara de 1956.

## Vida personal
En 1994 recibió el Premio Kossuth. Después de la muerte de su primera mujer, Lossonczy se volvió a casar en 2003 con Éda Pál. Juntos abrieron el Paris Blue Salon en Budapest, una galería dedicada a sus pinturas.